# Im Rausch der Sterne
Im Rausch der Sterne (Originaltitel: Burnt) ist ein US-amerikanisch-britisches Filmdrama von John Wells aus dem Jahr 2015. Es handelt von einem gescheiterten Sternekoch, der versucht in London wieder auf die Beine zu kommen. Der Film startete am 3. Dezember 2015 in den deutschen Kinos.

## Handlung
Adam Jones führt das Leben eines Rockstars, das von Erfolg und Leidenschaft gezeichnet und äußerst exzessiv ist. Dieser Lebensstil führt dazu, dass er seine Stelle als Chefkoch in einem der exklusivsten Sternerestaurants in Paris verliert. Zwei Jahre später, nachdem er die Geschehnisse in Frankreich verkraftet hat, taucht er bei seinem alten Freund Tony in London auf und will dessen Restaurant zur neuen Topadresse machen. Tony, der zwar von der Genialität seines Freundes überzeugt ist, aber auch dessen exzessive Vergangenheit kennt, willigt schließlich ein, und Adam hat einen neuen Job. 
Für sein Team will er nur die Besten der Szene, um endlich  drei Michelin-Sterne zu bekommen. Außerdem hat er sich in den Kopf gesetzt, die außergewöhnlich begabte und sehr attraktive Köchin Helene für sein neues Restaurant zu gewinnen. Helene kann Adam zwar nicht ausstehen, da er mit seiner Besessenheit für ein perfektes Menü seine Mitarbeiter in den Wahnsinn treibt. Aber es verbindet sie eine Gemeinsamkeit: die Leidenschaft für das Kochen und der Druck und die Energie in der Küche, ohne die sie nicht leben können. Jetzt liegt es an Adam zu lernen, dass sie nur im Team in der Gourmetwelt Londons erfolgreich sein können. Schließlich werden Adam und Helene ein Paar, und sein Restaurant wird mit drei Sternen ausgezeichnet.

## Rezeption

### Kritik
In den Vereinigten Staaten erhielt der Film eher mäßige bis negative Kritiken: Auf der Kritiken-Sammelwebsite Rotten Tomatoes erzielte er bei 110 ausgewerteten Kritiken 80 negative und 30 positive Kritiken. Auf Metacritic erhielt der Film einen Metascore von 42, basierend auf 28 Kritiken.
In Deutschland schrieb Katharina Zeckau im Filmdienst, der Film sei ein „wenig subtiles Drama ohne psychologischen Tiefgang, bei dem der dünne Erkenntniswert im grotesken Missverhältnis zum internationalen Star-Ensemble“ stehe. Einzig in der Beschreibung der körperlich fordernden Küchenarbeit gelängen „kleine packende Highlights“. Doch wenn man das Perfektionskriterium der Hauptfigur auf den Film anwenden wolle, „bliebe nur eines: Ab in die Tonne!“.
Der Kritiker Kai Mihm lobte dagegen in der Filmzeitschrift epd Film zumindest die Ambition der Filmemacher: Man merke Im Rausch der Sterne deutlich an, dass er ein realistisches Bild von der Arbeit in einer Spitzenküche zeichnen wolle. „Der Jargon stimmt, die Strukturen und Abläufe wirken authentisch.“ Aber so „überzeugend“ Bradley Cooper in der Hauptrolle auch sei, mute die Darstellung seiner cholerischen Ausbrüche „geradezu verantwortungslos an“. Gewalt in den Sterneküchen sei vor allem in Frankreich ein „regelmäßiges Medienthema“, aber an Coopers Figur würden „die Demütigungen seiner Mitarbeiter als natürliche Eigenschaften eines Küchengenies romantisiert“. Zudem verliere der Film sich in Nebenhandlungen, die „wie dramaturgische Zugeständnisse an ein Massenpublikum“ wirken und „entsprechend lustlos abgespult“ würden. Die Story verliere dadurch „fatal an Fokus, über die wirklich spannenden Dinge erfahren wir nichts. Etwa über die kreativen Abläufe (und Diebstähle) unter Köchen, ihre hermetische Lebenswelt, die enormen monetären Risiken und die Hassliebe zu Kritikern.“
Die Haute Cuisine sei keine Wellness-Oase, aber auch kein Kriegsgebiet, stellte Claire Beermann in der Frankfurter Allgemeinen Sonntagszeitung fest: „Doch vor lauter Weltuntergangsdramatik sieht die Gourmetküche hier aus wie ein von selbstverliebten Verrückten bevölkertes Paralleluniversum“. Mit diesem Vorurteil hätten Sterneköche durchaus zu kämpfen, „weil es sich eben nicht jeder leisten kann, ihnen in ihren Showküchen bei der Kreation von Acht-Gänge-Menüs für 200 Euro über die Schulter zu gucken“.

### Einspielergebnis
Der Film spielte bei Produktionskosten von etwa 20 Millionen US-Dollar 36,5 Millionen ein. Davon entfielen 13,5 Millionen auf den US-amerikanischen Markt. In Deutschland und Österreich spielte der Film 300.000 bzw. 100.000 US-Dollar ein.